# Софіївка (Запорізький район)
Софі́ївка — село в Україні, у Новомиколаївській селищній громаді Запорізького району Запорізької області. Населення становить 659 осіб. До 2020 орган місцевого самоврядування — Софіївська сільська рада.

## Географія
Село Софіївка розташоване на березі річки Верхня Терса, у яку впадає Балка Мутова. Вище за течією на відстані 0,5 км розташоване село Кам'янка, нижче за течією на відстані 1 км розташоване село Веселий Кут (Дніпропетровська область). Через село проходить автодорога Т 0408 Павлоград — Новомиколаївка. Відстань до центру громади — 9 км.

## Історія
Засноване село в другій половині XIX століття під назвою Вигідна. В 1867 році перейменоване на Софіївка.
7 (20) листопада 1917 року, відповідно до Третього Універсалу Української Центральної Ради, увійшло до складу Української Народної Республіки.
12 червня 2020 року, відповідно до Розпорядження Кабінету Міністрів України від № 713-р «Про визначення адміністративних центрів та затвердження територій територіальних громад Запорізької області», увійшло до складу Новомиколаївської селищної громади.
19 липня 2020 року, в результаті адміністративно-територіальної реформи та ліквідації Новомиколаївського району, село увійшло до складу Запорізького району.

## Населення

### Мова
Розподіл населення за рідною мовою за даними перепису 2001 року:
| Мова            | Кількість | Відсоток |
| --------------- | --------- | -------- |
| українська      | 641       | 97.27%   |
| російська       | 14        | 2.12%    |
| болгарська      | 1         | 0.15%    |
| інші/не вказали | 3         | 0.46%    |
| Усього          | 659       | 100%     |

## Економіка
- «Софіївка», ТОВ.

## Об'єкти соціальної сфери
- Середня школа.
- Дитячий садочок.
- Бібліотека.
- Будинок культури.
- Відділення зв'язку.